# Tsirguliina
Tsirguliina är en ort i Estland. Den ligger i Tõlliste kommun och landskapet Valgamaa, i den södra delen av landet, 190 km söder om huvudstaden Tallinn. Tsirguliina ligger 50 meter över havet och antalet invånare är 515.
Terrängen runt Tsirguliina är platt. Runt Tsirguliina är det glesbefolkat, med 9 invånare per kvadratkilometer. Närmaste större samhälle är Valka, 12,7 km sydväst om Tsirguliina. Omgivningarna runt Tsirguliina är en mosaik av jordbruksmark och naturlig växtlighet.